# Pomnik Hansa Egede
Pomnik Hansa Egede – posąg znajdujący się w Nuuk, stolicy Grenlandii. Upamiętnia on duńsko-norweskiego luterańskiego misjonarza Hansa Egede, który założył osadę Godthåb (obecnie Nuuk) w 1728 roku. Znajduje się na wzgórzu w pobliżu luterańskiej katedry w historycznym obszarze miasta. Kopia rzeźby Augusta Saabye mieści się w pobliżu Kościoła Fryderyka w Kopenhadze.